# Yusef Ali
Yusef Ahmed Ali (Medina, 14 oktober 1988) is een Qatarees voetballer die speelt als aanvaller voor Al-Sadd uit Qatar en is daar vaste keus in het eerste elftal, hij speelt ook voor het Qatarees voetbalelftal. Hij is bekend vanwege zijn snelheid.